# Square (組合)
Square，香港四人男子組合，於2008年出道。成員包括趙浚承（Gary）、何尚謙（James）、李柏煥（Brian）、何浚尉（Rex）。2011年宣佈解散，成員各自發展。

## 成員

### 何浚尉
何浚尉（英文名：Rex Ho），8月28日生，江若琳前男友，曾任職售貨員。

### 何尚謙
何尚謙（英文名：James Ho，原名何俊洪），生於1981年6月30日，他在加入電影演員前，在Elite Models做模特兒工作。數年後，他參加了寰宇娛樂招募面試入行，終於被導演彭順看中，擔正《愛‧鬥大》其中主角。後來與李柏煥共同演出愛情電影《愛到發燒》。
其女友歌手麥家瑜拍拖直至於2024年初結婚。

### 李柏煥
李柏煥（英文名：Brian，原名李傑志），生於1983年9月2日，曾於2013–2020年間於國泰港龍航空任職飛機師，現時轉行運輸業開設小型物流公司「龍仔速遞」。
演出：
- 2008年：愛情電影《愛到發燒》
- 2020年：TVB《衝上雲霄大選》

### 趙浚承
趙浚承（英文名：Gary ，原名趙俊承），生於1986年9月11日，香港出生，曾任職模特兒。畢業於廖寶珊紀念書院。曾為香港環球唱片旗下歌手，已婚，育有一子。
演出：
- 2024-2025年：TVB《中年好聲音3》

曾演出電影：
- 2007年：《地獄第十九層》- 飾演 嚴明亮（青年）
- 2009年：寰宇電影《愛情故事》飾 Gary（2月26日上映）
- 2009年：寰宇電影《關人7事》（11月5日上映）

廣告：
- 2006年：奧林巴斯相機廣告
- 2007年：Converse
- 2007年：McDonald‘s廣告（中國內地）
- 2007年：百佳《一屋稱心人》電視廣告
- 2008年：Pizza Hut
- 2008年：永亨銀行信用咭廣告

## 音樂作品

### 唱片
- 2008年：《Searching》（2008年10月9日發行）

CD 
1. 偉大情歌
2. 為愛而愛
3. ASAP
4. 今季拍拍拖
5. 茶杯裡的愛情（江若琳、Square合唱）

DVD 
1. 偉大情歌MV
2. 為愛而愛MV
3. ASAP MV
4. ASAP幕後製作花絮

### 未出碟歌曲
- 2009年：Dr.Love

## 派台歌曲成績
| 四台上榜歌曲最高位置 | 四台上榜歌曲最高位置 | 四台上榜歌曲最高位置 | 四台上榜歌曲最高位置 | 四台上榜歌曲最高位置 | 四台上榜歌曲最高位置 | 四台上榜歌曲最高位置 |
| -------------------- | -------------------- | -------------------- | -------------------- | -------------------- | -------------------- | -------------------- |
| 唱片                 | 歌曲                 | 903                  | RTHK                 | 997                  | TVB                  | 備註                 |
| 2008年               |                      |                      |                      |                      |                      |                      |
| Searching            | 偉大情歌             | 8                    | 15                   | 15                   | -                    |                      |
| Searching            | Asap                 | -                    | -                    | 8                    | -                    |                      |
| 2009年               |                      |                      |                      |                      |                      |                      |
| Searching            | 今季拍拍拖           | -                    | -                    | 8                    | -                    |                      |
|                      | Dr.Love              | -                    | 16                   | 4                    | -                    |                      |

| 各台冠軍歌總數 | 各台冠軍歌總數 | 各台冠軍歌總數 | 各台冠軍歌總數 | 各台冠軍歌總數    |
| -------------- | -------------- | -------------- | -------------- | ----------------- |
| 903            | RTHK           | 997            | TVB            | 備註              |
| 0              | 0              | 0              | 0              | 四台冠軍歌總數：0 |

## 演出作品

### 演唱會或Live Show
- 2008年：Square Mini Live

### 書籍
- 2009年：寫真集 -《360°》

### 主持節目
- 2008年-2009年：網上電台omlive - 節目mega+boy（主持人）

### 擔任大使
- 2008年：香港電台太陽計劃2008．《太陽少男》

## 獎項

### 香港獎項

#### 2008年
- 新城勁爆頒獎禮2008『勁爆新登場組合獎』
- Yes! IDOL 2008 全港偶像總選『最HOT爆組合』
- 2008太陽計劃『太陽少男』
- PM 2008年度『型格人氣新組合』
- UChannel 『Youth 最愛組合新人』
- Sina Music樂壇民意指數頒獎禮『我最喜愛新組合 銅獎』
- Yahoo!搜尋人氣大獎2008『樂壇新勢力（組合）』

#### 2009年
- IFPI 香港唱片銷量大獎『最暢銷本地新人組合』
- Yes! IDOL 2009 全港偶像總選『最HOT爆組合』
- PM 2009年度型格人氣組合
- 新城勁爆頒獎禮2009『勁爆跳唱組合』

### 國內獎項
2009年：
- 雪碧榜原創音樂流行榜『2008年度新組合獎』

2010年：
- 雪碧榜『飛躍表現獎』

## 軼事
組合成員何尚谦曾爆出與女演員舒淇同模特羅凱珊有過情侶關係，但均未經證實。
2009年7月16號，Square組合成員中的何尚謙、李柏煥以及趙俊承帶領兩名女郎前往泳灘曬太陽，三人僅著三角泳褲。期間一名女郎將手提電風扇吹向何尚謙，令其似乎產生生理反應。

## 外部連結
- Square網誌（页面存档备份，存于）
- 人气新组合Square重庆夺奖
- 翡翠歌星贺台庆--Square组合发哥造型惊艳（页面存档备份，存于）

1. ↑  . 太陽報. 太陽報社. 2009-07-16  [2020-10-19]. （原始内容存档于2016-10-09）.